# Національний бестселлер
Національний бестселер — щорічна загальноросійська літературна премія. Вручається в Петербурзі за кращий, на думку журі, роман, написаний російською мовою протягом календарного року. Девіз премії — «Прокинутися знаменитим!». Премія була заснована в 2001 році Костянтином Тубліним.

## Процедура церемонії
На першому етапі значне число номінаторів (призначаються Оргкомітетом з охопленням всього спектра шкіл і смаків — тут представники основних видавництв, «товстих» журналів, діячі російської літератури Росії і зарубіжжя, критики і знакові письменники) називає по одному твору, який вийшов в звітному році чи знайомому номінатору в вигляді рукопису. Так формується лонг-лист. Він публікується в ЗМІ із зазначенням, хто кого висунув.
На другому етапі Велике журі (близько 20 осіб), також формується Оргкомітетом і складається в основному з професійних літературних критиків різних напрямків, оцінює висунуті твори. При цьому журі ніколи не збирається разом і нічого не обговорює колективно. Кожен критик відбирає з усього прочитаного два твори, одному з яких виставляє 3 бали, другому — 1 бал. Результати відбору також публікуються — із зазначенням, хто як проголосував. Твори (5-6), які набрали найбільшу кількість балів, утворюють шорт-лист.
На третьому етапі Мале журі, сформоване Оргкомітетом і складається вже не стільки з професійних письменників, скільки з освічених читачів, авторитетних діячів мистецтва, політики і бізнесу, — робить уже читацький вибір з творів шорт-листа.
У разі, якщо за два твори учасниками малого журі подано однакову кількість голосів, право визначити переможця надається Почесному голові Малого журі. Голосування відбувається під час процедури присудження премії.